# 칠성중학교 (충북)
칠성중학교(七星中學校)는 대한민국 충청북도 괴산군 칠성면 사평리에 있는 공립 중학교이다.

## 학교 연혁
- 1971년 1월 9일 : 칠성중학교 설립 인가(12학급)
- 1971년 3월 6일 : 칠성중학교 개교
- 2010년 3월 2일 : 특수학급(한사랑반) 신설(총 4학급)
- 2023년 1월 6일 : 제50회 졸업식(12명) 총 4,817명
- 2023년 3월 1일 : 제24대 황은숙 교장 부임
- 2023년 3월 2일 : 8명 입학(남 2명, 여 6명)

## 참고 자료
- 칠성중학교 - 한국교육학술정보원 학교알리미